# Micha (boek)
Het boek Micha (Hebreeuws: מיכה: "Wie is als JHWH?") is het 33e boek in de Hebreeuwse Bijbel en het zesde in de serie Kleine profeten. Het boek wordt toegeschreven aan de gelijknamige profeet Micha.

## Plaats in de Bijbel
De aanhef van het boek geeft aan dat Micha optrad tijdens de regeringsperioden van de koningen Jotham, Ahaz en Hizkia. Gerekend vanaf het begin van Jothams regering (759-698 v.Chr.), dan heeft hij 59 jaar gediend, maar gerekend van het eind van Jothams regering tot de troonsbestijging van Hizkia, dan duurde zijn bediening slechts 16 jaar. Dit boek begint met de laatste woorden van een andere profeet met dezelfde naam namelijk Micha ben Jimla, (1 Koningen 22:28): "Hoort, gij volken, al tezamen!".

## Inhoud
Het boek kan inhoudelijk in drie secties worden ingedeeld, elk beginnend met de oproep "hoort, gij .." en afsluitend met een belofte.
1. Hoofdstuk 1, waarin God zijn oordeel afkondigt over de twee steden Samaria en Jeruzalem vanwege hun afgoderij;
2. Hoofdstuk 2-3, vooral gericht aan de prinsen en leidinggevenden van het volk;
3. Hoofdstuk 4, over de toekomstige grootheid van het nieuwe Jeruzalem;
4. Hoofdstuk 5, de profetie over de messias en zijn rijk;
5. Hoofdstuk 6-7, waarin God wordt voorgesteld als hebbend een geschil met zijn volk en eindigend met een lied op de bevrijding die God voor zijn volk zal bewerken.

## Relatie met nieuwe testament
Het slot van het boek wordt in het Nieuwe Testament aangehaald in de Lofzang van Zacharias (Lucas 1:72, 73). De voorspelling van de plaats waar de Messias geboren zou worden, door sommige christenen als een van de meest opmerkelijke Messiaanse profetieën beschouwd, wordt aangehaald in Matteüs 2:6.
Het boek wordt op de volgende plaatsen in het Nieuwe Testament geciteerd:
- Micha 2:6, in Johannes 7:42
- Micha 5:1, in Matteüs 2:6
- Micha 7:6, in Matteüs 10:21,35,36
- Micha 7:20, in Lucas 1:72,73